# タイ王国国家警察中央捜査本部
タイ王国国家警察中央捜査本部 (タイ語:กองบัญชาการตำรวจสอบสวนกลาง タイ語略:บช.ก.、英語：Central Investigation Bureau）は、タイ王国の警察の一部局。英語から「タイ警察中央捜査局」とも記述される。

## 概要
中央捜査本部は、タイ王国の安寧を脅かす犯罪の取締り、捜査、抑止のための公務を、警察官すべてが協力して行い、国家秩序を維持し、国家と国民の発展に寄与することを目的とする。

## 歴史
（ラーマ7世以前についてはタイ王国国家警察庁・歴史の項を参照のこと。）
ラーマ7世の時代に、ナコーンサワンウォーラピニット親王が国防省大臣になると都市の犯罪人取締りを行う中央警察局（กรมตำรวจกลาง）を設置した。その後、1930年6月5日に国王警察（ตำรวจภูบาล：その後の中央捜査本部）に改称した。 
1932年、立憲革命後、警察は、1. 本部、 2.首都圏警察、 3. 地方警察、4. 公安警察の四つの部門に分かれることになった。
当時、公安警察には、捜査取締部（กองสืบสวนปราบปราม）、秘密捜査部（กองสืบราชการลับ）、科学警察部（กองวิทยาการตำรวจ）の三部に分かれていたが、1940年、アドゥン・アドゥンデートチャラット（อดุล อดุลเดชจรัส）警察局長が、捜査取締業務の増加を考慮し、捜査取締部を公安警察から分離、昇格させ、中央捜査局（กองตำรวจสอบสวนกลาง）とした。
1950年、プレーク・ピブーンソンクラーム内閣の時になると、中央捜査局の業務はさらに拡大し、中央捜査本部（กองบัญชาการตำรวจสอบสวนกลาง）に昇格。同時にさまざまな内部部局も昇格された。
2013年、皇太子直属の部隊である犯罪抑制局の特殊部隊が、同局から切り離され、105UNITとして民営化された。

## 組織
現在11の内部部局を持つ。

### 内部部局
- 本部 （กองบังคับการอํานวยการ）
- 犯罪抑制局 （กองบังคับการปราบปราม）
- 国道警察部 （กองบังคับการตํารวจทางหลวง）‐ハイウェイ警察
- 鉄道警察部 （กองบังคับการตํารวจรถไฟ）
- 観光警察部 （กองบังคับการตํารวจท่องเที่ยว）
- 水上警察部 （กองบังคับการตํารวจน้ำ）
- 天然資源・環境関連犯罪抑制局 （กองบังคับการปราบปรามการกระทําความผิดเกี่ยวกับทรัพยากรธรรมชาติและสิ่งแวดล้อม）
- 人身売買取関連犯罪抑制局 （กองบังคับการปราบปรามการกระทําความผิดเกี่ยวกับการค้ามนุษย์）
- 経済関連犯罪抑制局 （กองบังคับการปราบปรามการกระทําความผิดเกี่ยวกับอาชญากรรมทางเศรษฐกิจ）
- 王室不敬関連犯罪抑制局 （กองบังคับการปราบปรามการกระทําความผิดเกี่ยวกับการทุจริตและประพฤติมิชอบในวงราชการ）
- 消費者保護関連犯罪抑制局 （กองบังคับการปราบปรามการกระทําความผิดเกี่ยวกับการคุ้มครองผู้บริโภค）
- 科学技術関連犯罪抑制局 （กองบังคับการปราบปรามการกระทําความผิดเกี่ยวกับอาชญากรรมทางเทคโนโลยี）

## 関連事項
- タイ王国国家警察庁